# Iglesias (stacja kolejowa)
Iglesias (wł. Stazione di Iglesias) – stacja kolejowa w Iglesias, w prowincji Carbonia-Iglesias, w regionie Sardynia, we Włoszech. Stanowi stację końcową dla linii Decimomannu – Iglesias.
Według klasyfikacji RFI ma kategorię srebrną.

## Linie kolejowe
- Decimomannu – Iglesias

## Połączenia
Stacja stanowi pętlę dla regionalnych pociągów prowadzonych przez Trenitalia, które łączą miasto z Cagliari i Villamassargia.